# 嗜鳔碘泡虫
嗜鳔碘泡虫（学名：Myxobolus physophilus）为碘泡科碘泡虫属的动物。分布于俄罗斯、印度以及辽宁、浙江、湖北、四川等，营寄生生活，寄生在黄颡鱼的鳃、肾、鳍、膀胱、华鳈的鳃、肾、膀胱、棒花鱼的鳃以及光泽黄颡鱼的肾。